# Ruth Hallberg
Ruth Emilia Hallberg, född 17 maj 1889 i Lund, död 15 januari 1976, var en svensk teckningslärare och textilkonstnär.
Hon var dotter till hovpredikanten Hans Emil Hallberg och Anna Gustafva Emilia Cavallin. Hallberg utexaminerades från Högre konstindustriella skolan i Stockholm 1912 och anställdes samma år som underlärare i teckning vid skolan. Hon var lärare i frihandsteckning 1919–1945 och avdelningsföreståndare för Tekniska skolans kvinnliga avdelning 1925–1945 samt tillsynslärare 1945–1949. Vid sidan av sitt arbete vid skolan var hon knuten till Licium som formgivare av kyrklig textil 1915–1930. Ruth Hallberg är gravsatt i Gustav Vasa kyrkas kolumbarium i Stockholm.